# Królestwo Litwy (1251–1263)
Królestwo Litwy (łac. Regnum Lithuaniae, lit. Lietuvos Karalystė) – średniowieczne państwo litewskie istniejące w latach 1251–1263; jedynym królem był Mendog.

## Powstanie królestwa

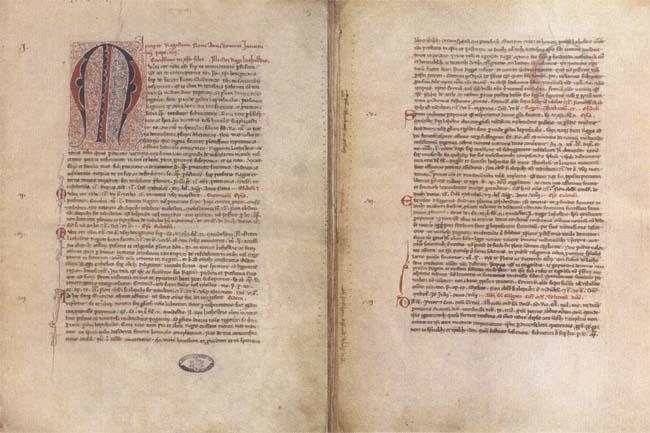
Bulla Innocentego IV z decyzją o koronacji

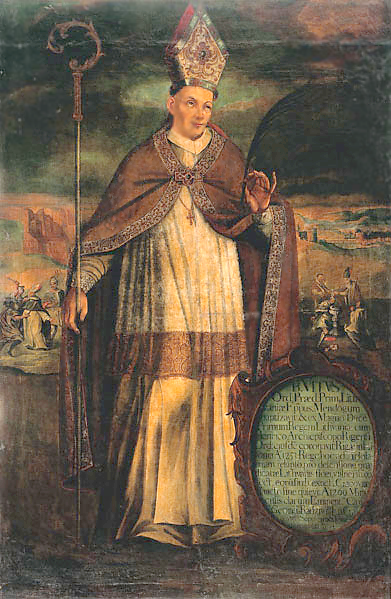
Wit, prawdopodobnie pierwszy biskup Litwy

«Myndowe dei gracia Rex Lettowie universis cristi fidelibus presentes litteras inspecturis.... Huius autem donacionis testes sunt. Venerabilis dominus Culmensis Episcopus et magister Andreas Fratrum predictorum ac Fratres sui. Langwinus sororius noster. Lygeyke Schabbe. Bixe. Bune. nostri Barones et consangwinei. Parbusse de Nere. Gerdine de Nailse. Vege. Veseyele. Ibid. et Parbusse junior. De Fratribus predicatoribus Frater Syndarinus. de Fratribus minoribus Frater Adolphus et sui socii. et alii quam plures fidedigni. qui omnes simul et semel dicte donacioni nostre a nobis provide facte Magistro et Fratribus. ac eorum successoribus supradictis fuerunt vocati ad hoc in testimonium premissoruni. Datum Lettowie in Curia nostra anno domini Millesimo Ducentesimo Sexagesimo. In medio Mensis Junii.»
W końcu lat 40. XIII w. Mendog znalazł się w trudnym położeniu: był otoczony z każdej strony przez wrogów (od zachodu- Jaćwingowie, Krzyżacy i Żmudzini; od północy – Zakon kawalerów mieczowych; od wschodu – zbuntowani krewniacy; od południa – Ruś Halicko-Włodzimierska), którzy chcieli obalić Mendoga. W tej sytuacji – wciąż pogański władca – postanowił przeciągnąć na swoją stronę państwa zakonne i zbliżyć się do cywilizacji chrześcijańskiej. Mendog zdołał nawiązać kontakty z Państwem Kościelnym (papież Innocenty IV obiecał Wielkiemu Księciu koronę królewską w zamian za chrzest) i obiecał Krzyżakom, że w zamian za sojusz Litwa stanie się państwem chrześcijańskim. W tej sytuacji państwa zakonne wsparły Litwinów, którzy odparli ataki koalicji.
Oficjalnie status królestwa państwu litewskiemu przyznano – po chrzcie Mendoga – 17 lipca 1251 roku, specjalną bullą Innocentego IV, która stwierdzała zwierzchność papieża nad Litwą. Bullę tę otrzymał biskup chełmiński Heidenryk, z poleceniami: koronacji Wielkiego Księcia ma króla, mianowania biskupa dla Litwy i budowy katedry. Sam władca został uroczyście koronowany, prawdopodobnie w stołecznym Nowogródku, 6 lipca 1253 roku. Do nowego królestwa przybył biskup misyjny. Był nim albo Chrystian albo Wit, którego źródła wymieniają jako biskupa Litwy, a który zrezygnował z tej diecezji. Możliwe też, że Chrystian zastąpił Wita w 1255, jednak już w 1259 roku opuścił diecezję, prawdopodobnie pozostawiając niedokończoną budowę katedry w Wilnie.
W 1255 papież Aleksander IV wydał Mendogowi pozwolenie na koronację jego syna.

## Upadek
Młode królestwo nie miało jednak szczęścia. Już w 1259 roku południowe rubieże państwa zostały najechane przez Mongołów baskaka Burundaja. Armia litewska została pobita, a część miast i zamków złupiona.
Sam Mendog na początku lat 60. XIII wieku zaczął powoli odchodzić od chrześcijaństwa, zapewne na skutek opuszczenia diecezji przez biskupa Chrystiana. Innym powodem mogło być powstanie Żmudzinów przeciwko inflanckiej gałęzi zakonu krzyżackiego. Po dwóch żmudzińskich zwycięstwach pod Szkudami i pod Durben, Mendog wsparł pogan w dalszej wojnie z Krzyżakami.
W cztery lata później, w 1263 roku, państwu został zadany drugi cios: kniaziowie Dowmunt i Treniota, niezadowoleni z twardych rządów króla, stanęli na czele buntu innych kniaziów i zamordowali Mendoga oraz jego dwóch synów – Ruklysa i Rupeikisa. Możni, po śmierci władcy, nie dopuścili do nowej koronacji i zerwali związki z Rzymem, powracając do pogańskich kultów. Tym samym Litwa utraciła status królestwa.

## Próba restytucji w XV w.
W 1430 roku próbę wskrzeszenia królestwa podjął Witold Kiejstutowicz, któremu koronę obiecał król Niemiec i przyszły cesarz Zygmunt Luksemburski (uznał on nawet powstanie Królestwa Litwy). Koronę wiezioną Witoldowi przejęli jednak Polacy, a sam Witold zmarł jesienią tego samego roku. Na nowego króla Litwini czekali aż do 1918 roku, kiedy to obrano na monarchę Wilhelma Karola von Urach.